# Dacus alulapictus
Dacus alulapictus är en tvåvingeart som beskrevs av Drew 1989. Dacus alulapictus ingår i släktet Dacus och familjen borrflugor. Inga underarter finns listade i Catalogue of Life.